# César Luis Menotti
César Luis Menotti (Rosário, 5 de novembro de 1938 – Buenos Aires, 5 de maio de 2024) foi um treinador e futebolista argentino que atuou como meio-campista.

## Carreira

### Como jogador
Nascido em Rosário, começou jogando nas categorias de base do Rosario Central, quando teve sua primeira chance na equipe principal em 1960. Sua estreia como profissional foi no dia 3 de julho de 1960, numa vitória por 3–1 contra o Boca Juniors. Menotti permaneceu no clube por quatro temporadas.

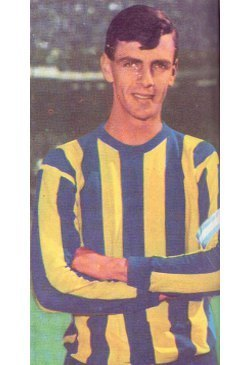
Menotti em 1963, quando jogador do Rosario Central

Depois começou uma jornada por vários clubes, começando pelo Racing, onde atuou em 1964, e depois passando por Boca Juniors (1965 a 1966), pelo já extinto New York Generals, até chegar ao Brasil, onde atuou por Santos e Juventus-SP antes de encerrar a carreira como jogador. Menotti foi o 11.º argentino da história do Peixe.

### Como treinador
Após o término de sua carreira como jogador profissional, Menotti virou treinador, iniciando sua carreira em 1970 no Newell's Old Boys, ainda como auxiliar técnico. Na temporada 1972–73, com o modesto Huracán, conseguiu seu primeiro título como treinador ao vencer o Torneio Metropolitano. Graças a essa conquista, em 1974 foi chamado pela AFA para treinar a Seleção Argentina. Foi no comando da Albiceleste que Menotti conseguiu o maior feito de sua carreira: o título da Copa do Mundo de 1978, comandando um esquadrão com nomes como Mario Kempes e Daniel Passarella.
Em 1980 escreveu o livro "Fútbol - Juego, deporte y profesión", repetindo o que havia feito em 1978, quando lançou o livro "Cómo gané el mundial", explicando os métodos utilizados para separar os jogadores da euforia do país de receber uma Copa do Mundo em plena Ditadura Militar. Posteriormente, passou por vários clubes importante como treinador, como Barcelona, Boca Juniors, Atlético de Madrid, River Plate e Sampdoria.

## Morte
Internado desde o fim de março por conta de uma anemia, Menotti chegou a receber alta em abril, mas morreu no dia 5 de maio de 2024, aos 85 anos.

## Títulos como jogador
Boca Juniors
- Campeonato Argentino: 1965

Santos
- Campeonato Paulista: 1968

## Títulos como treinador
Huracán
- Campeonato Argentino: 1973 (Torneio Metropolitano)

Barcelona
- Copa do Rei: 1982–83
- Copa da Liga Espanhola: 1982–83
- Supercopa da Espanha: 1983

Seleção Argentina
- Torneio Internacional de Toulon: 1975
- Copa do Mundo FIFA: 1978
- Copa do Mundo FIFA Sub-20: 1979

### Prêmios individuais
- 22.º Melhor Treinador de Todos os Tempos da World Soccer: 2013[9][10]